# 샤르후다
샤르후다(만주어: ᡧᠠᡵᡥᡡᡩᠠ Šarhūda, 한국 한자: 沙爾虎達, 1599년 ~ 1659년)은 만주족 구왈기야 할라(瓜尔佳氏) 집안으로 팔기 중 양람기(镶蓝旗)에 배속되어 있었으며, 청(清) 왕조 초기의 장령(将领)이다.
사르후다의 선조는 여진족 소완부(苏完部) 사람으로 후이허(虎尔哈)에 거주하였으며 후에 아버지 기야러허(桂勒赫)와 함께 누르하치에게 귀부하였고, 니루 어전(牛彔额真ᠨ᠋ᡳᡵᡠ
ᡝᠵᡝᠨ, niru ejen)의 지위를 받았다. 천명(天命) 초년에 누르하치를 따라 와르카부를 공격하였고 이때 세운 공으로 대대로 비어(備禦)에 봉해지게 되었다. 천총(天聪) 원년에 홍타이지를 따라 대릉하(大凌河)를 공격하였고 금주(锦州)를 포위하며 누차 전공을 세웠다. 3년 뒤에는 명(朝)을 공격하였고 준화(遵化)를 쳐서 함락시켰다. 이때 사르후다는 성 바깥에 있으면서 명군을 격파하였고, 이 공으로 진봉되어 유격(游击)을 세습하게 되었다.
그뒤 병자호란이나 이자성(李自成)을 치는 전투에도 참전하였다. 순치(顺治) 15년(1658년) 러시아와의 국경 분쟁인 나선정벌에 참전하였다.
이듬해인 16년(1659년)에 병으로 사망하였다. 시호를 양장(襄壮)이라고 하였으며, 그 아들 바하이(巴海)가 그의 작위를 이어받았다.

## 참고 자료
- 《清史稿·列传三十·沙尔虎达子巴海》

## 같이 보기
- 나선정벌